# Caroline Burckle
Caroline Burckle (Louisville, 24 giugno 1986) è una nuotatrice statunitense.

## Palmarès
- Olimpiadi

Pechino 2008: bronzo nella 4x200m sl.
- Mondiali

Montreal 2005: oro nella 4x200m sl.
- Giochi panamericani

Rio de Janeiro 2007: oro negli 800m sl.